# 古河佳子
古河 佳子（ふるかわ けいこ、11月18日 - ）は、日本の女優。株式会社スターズ所属。兵庫県出身。血液型はO型。

## 人物紹介

### 特技
珠算2級、情報処理検定、パソコン、英語、ドイツ語

## 出演作品

### 舞台
- バンク・バン・レッスン
- ら抜きの殺意
- ここに幸あり？
- アダルト・チルドレン（劇団初舞台）（2005年 東京芸術劇場）
- 満月の夜は騒がしい (STARS Company) （2006年 東京芸術劇場）
- ジプシー (南越谷サンシティホール)

### TV
- 中居正広の金曜日のスマたちへ 再現ドラマ (TBS)

### CM
- マルハンPVショートドラマ
- 日本宝くじ協会 グリーンジャンボ 雑誌広告
- エバラ 浅漬けの素